# Bezares
Bezares – gmina w Hiszpanii, w prowincji La Rioja, w La Rioja, o powierzchni 4,62 km². W 2011 roku gmina liczyła 20 mieszkańców.